# Капрекано (Салерно)
Капрекано је насеље у Италији у округу Салерно, региону Кампанија.
Према процени из 2011. у насељу је живело 619 становника. Насеље се налази на надморској висини од 265 м.